# Hullgrenska gården

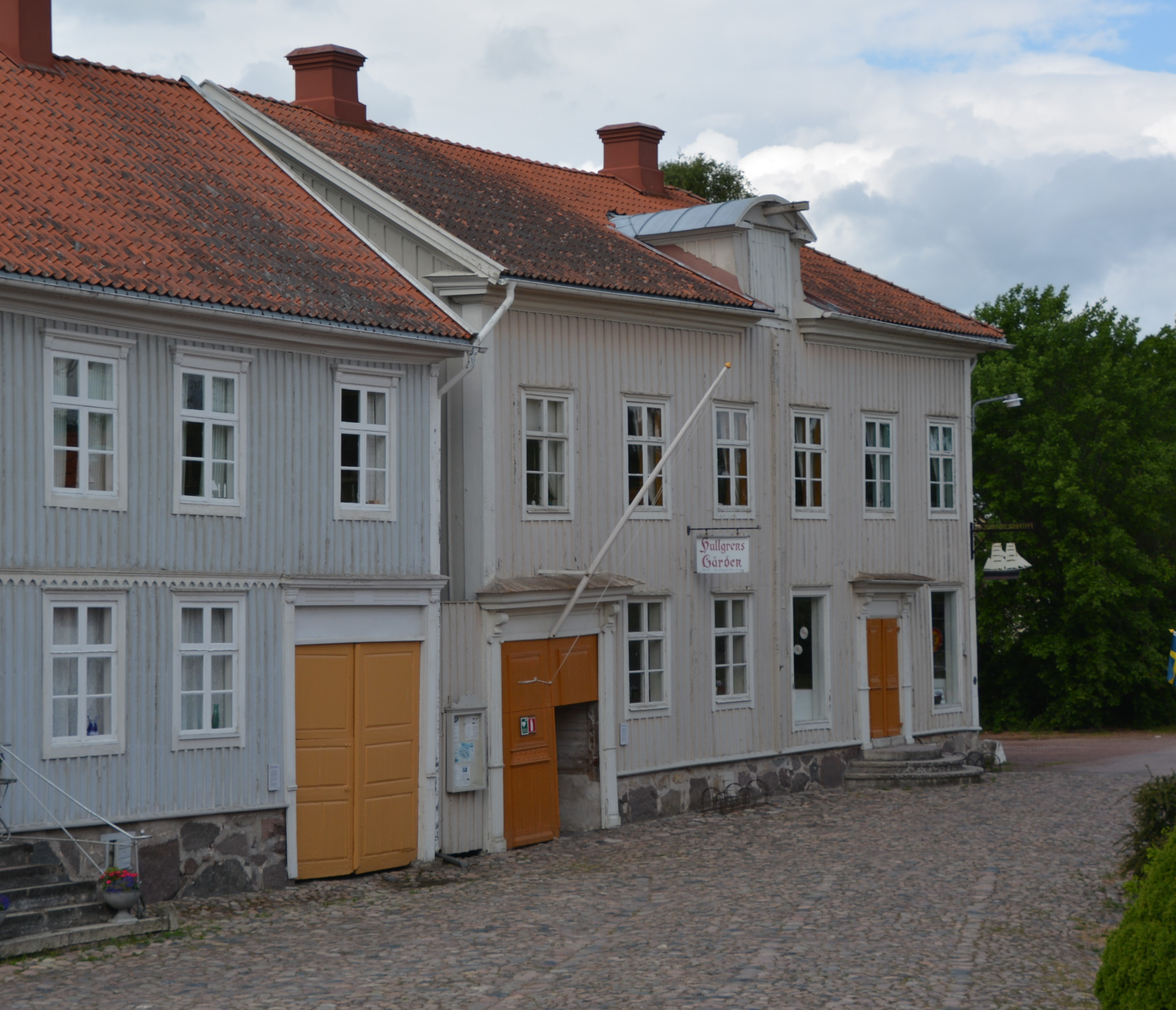
Hullgrenska gården från gatusidan

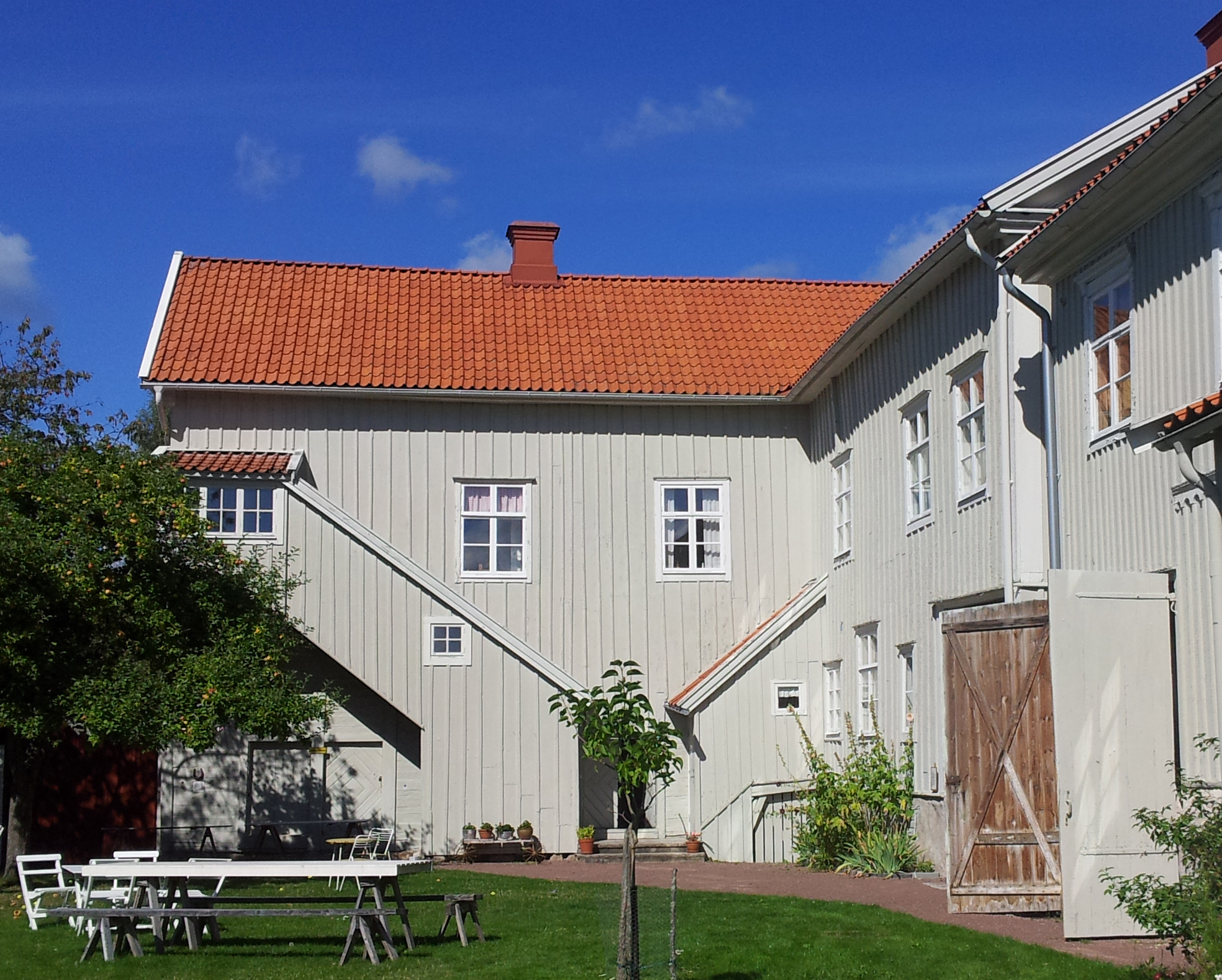
Hullgrenska gården

Hullgrenska gården är en byggnadsminnesmärkt köpmansgård i Pataholm i Mönsterås kommun. Gården byggdes av handlanden Carl Johan Hullgren vid 1800-talets mitt. Bostadshuset är av empirkaraktär och byggt i vinkel med inkörsport i undervåningen. Husets interiör förändrades under 1860- och 1870-talen, då dekorativa målningar utfördes av marinmålaren Oscar Hullgren.